# Xã Arrow Rock, Quận Saline, Missouri
Xã Arrow Rock (tiếng Anh: Arrow Rock Township) là một xã thuộc quận Saline, tiểu bang Missouri, Hoa Kỳ. Năm 2010, dân số của xã này là 793 người.